# Родно изражавање
Родно изражавање представља понашање, маниризме, интересе и изглед особе који су повезани са родом у одређеном културном контексту, посебно са категоријама женствености или мужевности. Ово такође укључује родне улоге. Ове категорије се ослањају на стереотипе о роду.

## Дефиниције
Родна експресија типично одражава родни идентитет особе (њен унутрашњи осећај сопственог пола), али то није увек случај. Родна експресија је одвојена и независна како од сексуалне оријентације, тако и од рода додељеног рођењем. Врста родног израза која се сматра атипичном за спољашњи човеков пол може се описати као родна неусаглашеност .
Код мушкараца и дечака типично родно изражавање често се описује као мужевно, док је атипична или женска експресија позната као феминизирано . Код девојчица и младих жена атипично мушко изражавање назива се мушкасто (мушкарача). Код лезбијки и квир жена, мушки и женски изрази познати су као буч и фем. Мешавина типичног и атипичног израза може се описати као андрогино. Врста родног израза који се не перципира ни као типично женски нити типично мушки се може описати као родно неутралан.
Израз родни израз користи се у Принципима Јогиакарта који се тичу примене међународног закона о људским правима у вези са сексуалном оријентацијом, родним идентитетом, родним изражавањем и полним карактеристикама .

## Конфузија између родног изражавања и сексуалне оријентације
Иако се родно изражавање не повезује нужно са сексуалношћу, појединци се често погрешно тумаче као мужевнији, зато што су лезбијке и женственији зато што су геј, без обзира на родну експресију појединца. Ова веровања могу довести до тога да људи погрешно интерпретирају родни израз појединца на основу њихове сексуалности. Студије са адолесцентима које је спровела Стејси Хорн показале су да су геј и лезбијске особе чије се родно изражавање не поклапа са друштвено очекиваним мање прихватљиве. Појединци који су се изразили својим додељеним родом обично су суочени са мањим социјалним узнемиравањем и дискриминацијом. Са друге стране, хетеросексуални мушкарци чији је полни израз био више женственији него мужевнији су били највише дискриминисани.
Теорија „матрице хетеросексуалности“ коју је створила родна теоретичарка Џудит Батлер сматра да људи често претпостављају нечију сексуалност на основу њиховог видљивог пола и рода. Лиса Диш каже да то објашњава зашто људи имају тенденцију да претпостављају нечији родни израз на основу њиховог пола и сексуалности.